# Prix RFI Théâtre
Le Prix RFI Théâtre est une récompense remise par RFI, chaque année, à un auteur francophone d’Afrique, d’Océan Indien, des Caraïbes du Proche ou Moyen-Orient depuis sa création en 2014.
Ce prix se donne pour mission de valoriser les œuvres dramatiques des auteurs francophones,.

## Organisation du concours
Les participants peuvent avoir entre 18 et 46 ans et être originaires de régions francophones. Les œuvres développées dans tous les genres théâtraux en langue française doivent revêtir d'un caractère original et inédit, de toute la Francophonie seule une dizaine sur plus de 200 est présélectionnée pour le vote final du jury.

## Lauréats et Dernières éditions

### Édition 2014
Parmi les 7 nommés pour le Prix RFI Théâtre 2014, le lauréat est Julien Bissila Mabiala (Congo) pour Chemin de fer face à : Hakim Bah pour Mirages, Sylvie Dyco-Pomos (Congo) pour Coma bleu, Gehanne Khalfallah (Algérie) pour Mayla la ville introuvable, Denis Sufo Tagne (Cameroun) pour Croisement sur l’échelle de Richter, Driss Ksikès pour 180°, Jean-Durosier Desrivières (Haïti) pour La Jupe de la rue Gît-le-Cœur, Théatre comme audience d’un petit roman.

### Édition 2015
Parmi les 12 nommés pour le Prix RFI Théâtre 2015, le lauréat est Hala Moughanie (Liban) pour Tais toi et creuse face à : Faustin Raysac Keoua Leturmy (Burkina Faso) pour Passe pas, l'homme, Claude Romanus Biao (Bénin) pour Douze, Edouard Elvis Bvouma (Cameroun) pour A la guerre comme à la Gameboy, Valérie Cachard pour 13278 km et une comète, France Medeley Guillou (Haïti) pour Errance mon gain, David Minor Ilunga (RDC) pour La Barrière, Constantin Kouam Tawa (Cameroun) pour Sita, Denis Sufo Tagne (Cameroun) pour De la mémoire des errants, Aristide Tarnagda (Burkina Faso) pour Musika, Pelphide Tokpo (Bénin) pour C'est la vie qui m'a pissé dessus, Hakim Bah pour La Nuit porte caleçon.
Le jury 2015 est composé du président Koffi Kwahule avec : Pierre Banos (directeur des Editions Théâtrales), Nâzim Boudjenah, Denise Chalem, Carole Karemera, Séverine Kodjo Grandvaux (rédactrice en chef adjointe des pages Culture et Médias de Jeune Afrique), Muriel Maalouf (journaliste à RFI), Stanislas Nordey, François Rancillac, Guy Régis Junior (auteur, metteur en scène, directeur du festival des 4 chemins à Port au Prince), Marie-Agnès Sevestre (directrice du Festival des Francophonies en Limousin), Giusi Tinella (Chargée de mission Théâtre et Projets transversaux à l’Institut français).

### Édition 2016
Parmi les 12 nommés pour le Prix RFI Théâtre 2016, le lauréat est Hakim Bah pour Convulsions face à : Martin Ambara (Cameroun) pour Apocalypse qui ?, Faubert Bolivar (Haïti) pour Il y aura toujours un dernier soleil, Kokouvi Dzifa Galley (Togo) pour Requiem, Sèdjro Giovanni Houansou (Bénin) pour Courses au soleil, Constantin Kouam Tawa (Cameroun) pour Nuit de veille, Cajou Mukanda (RDC) pour Mupépé ya Libanda ou « Le souffle du dehors », Russel Morley Moussala Bantsimba pour Ça pète les plombs, Pelphide Tokpo (Bénin) pour L'espoir et son ombre, Marchal Impinga Rugano (Burundi) pour Kivu, Denis Sufo Tagne (Cameroun) pour Haute cour 6600 et Nicaise Magloire Wegang (Cameroun) pour Qu'il en soit ainsi.
Le jury 2016 est constitué du président Laurent Gaudé et de : Laure Adler, Bilia Bah (directeur de l’Univers des mots/ Conakry), Nicolas Bouchaud, Denise Chalem, Michel Didym, Muriel Maalouf (journaliste à RFI), José Pliya, François Rancillac, Marie-Agnès Sevestre (directrice du Festival des Francophonies en Limousin), et Chloe Siganos (chargée de mission Théâtre et Projets transversaux à l’Institut français) et Christiane Taubira.

### Édition 2017
Parmi les 13 nommés pour le Prix RFI Théâtre 2017, le lauréat est Edouard Elvis Bouma (Cameroun) pour La Poupée barbue face à : Denis Sufo Tagne (Cameroun) pour Debout un pied, Sèdjro Giovanni Houansou (Bénin) pour La Rue bleue, David Minor Ilunga (RDC) pour Délestage, Faustin Raysac Keoua Leturmy (Congo) pour Longues sont mes nuits, Faubert Bolivar (Haïti)  pour Quai des ombres, Sylvie Dyclo-Pomos (Congo Brazzaville) pour Verso Recto, Kokouvi Dzifa Galley (Togo) pour Arènes intérieures, Fidèle Kofi (Côte d’Ivoire) pour Là-bas, Hicham Lasri (Maroc) pour Les Invisibles, Mylene Ntamengouro (Burundi) pour Le Tableau pas complet, Noé Beaubrun (Haïti) pour Reconstruction(s),Constantin Kouam Tawa (Cameroun) pour Mille et une femmes.
Le jury 2017 compte comme président, Dany Laferrière et, comme membres, Anne Alvaro, Ousmane Aledji, Hortense Archambault, Denise Chalem, Claire David (directrice des Éditions Actes Sud-Papiers), Hassane Kassi Kouyaté, Muriel Maalouf (journaliste à RFI), Gaelle Massicot Bitty (responsable Pôle Spectacle vivant et Musiques de l’Institut français), François Rancillac, Lorraine de Sagazan (metteure en scène, artiste associée au CDN de Normandie-Rouen) et Marie-Agnès Sevestre (directrice du Festival des Francophonies en Limousin).

### Édition 2018
Parmi les 12 nommés pour le Prix RFI Théâtre 2018, le lauréat est Sèdjro Giovanni Houansou (Bénin) pour Les Inamovibles face à : Elemawusi Agbedjidji (Côte d’Ivoire) pour Transe-Maître(s), Soulay Thia'nguel (Haïti) pour Jamais d’eux sans proie, Olfa Bouassida (Côte d’Ivoire) pour Leurs Excellences les femmes, Jean D’Amérique pour Avilir les ténèbres, Jocelyn Danga (Cameroun) pour Le Large, Van Olsen Dombo (Congo Brazzaville) pour La Chose de l’autre, Russel Morley Moussala Bantsimba pour L’Assassin passe au journal télévisé de 20 heures, Denis Sufo Tagne (Cameroun) pour De la Fabrication de l’homme, Constantin Kouam Tawa (Cameroun) pour Et caetera, Jean-Paul Tooh Tooh (Bénin) pour Morve vespérale, Assistan Traoré (Mali) pour L’Imam s’évanouit.
Le jury 2018, présidé par Firmine Richard, est composé de : David Bobée, Lamine Diarra (acteur, directeur du festival Les Praticables à Bamako), Caroline Marcilhac (directrice de Théâtre Ouvert), Corinne Klomp (autrice, administratrice théâtre de la SACD), Claire Lasne-Darcueil (directrice du Conservatoire National Supérieur d’Art Dramatique), Valavane Koumarane (metteur en scène, acteur, directeur du théâtre Indianostrum de Pondichéry), Muriel Maalouf (journaliste à RFI), Gaelle Massicot Bitty (responsable Pôle Spectacle vivant et Musiques de l’Institut français), Pierre Notte, François Rancillac et Marie-Agnès Sevestre (directrice du Festival des Francophonies en Limousin).

### Édition 2019
Parmi les 13 nommés pour le Prix RFI Théâtre 2019, le lauréat est Valérie Cachard pour Victoria K, Delphine Seyrig et moi ou La Petite chaise jaune face à : Arsène Angelbert Ablo (Côte d’Ivoire) pour La poubelle, Ducarmel Alcius (Haïti) pour Des fous en apothicaires étales, Kouame Appia (Côte d’Ivoire) pour Tous à l’abri, Jean D’Amérique pour Cathédrale des cochons, Juvenil Assomo (Cameroun) pour Le précieux présent de la petite reine, Van Olsen Dombo (Congo Brazzaville) pour Interdiction formelle, Kokouvi Dziifa Galley (Togo) pour L’enclos, Marcel Thierry Nguiayo Effam (Gabon) pour Cocorico, Denis Sufo Tagne (Cameroun) pour Vole, petit avion vole, Pelphide Tokpo (Bénin) pour Celles qui reviennent, Jérôme-Michel Tossavi (Bénin) pour Démocratie chez les grenouilles, Hermine Yollo Mingele (Cameroun) pour M119 Autopsie.
Le jury 2019 comprend plusieurs membres parmi lesquels participent Marc Antoine Cyr (Auteur, Codirecteur artistique du Jamais Lu Paris), Catherine Dan (Directrice générale du Circa-CNES – La Chartreuse), Eva Doumbia, Hassane Kassi Kouyaté, David Lescot, Muriel Maalouf (journaliste à RFI), Gaelle Massicot Bitty (Responsable Pôle Spectacle vivant et Musiques de l’Institut Français), Caroline Marcilhac (directrice de Théâtre Ouvert), Laurent Poitrenaux, Israël Tshipamba Mouckounay (Directeur du Tarmac des auteurs à Kinshasa) et Panchika Velez (Metteuse en scène, Présidente de la commission théâtre de la SACD),.

### Édition 2020
Parmi les 13 nommés pour le Prix RFI Théâtre 2020, le lauréat est Souleymane Bah (Guinée) pour La Cargaison face à : Sarah Hatem (Liban) pour Babillages, Saïd Mouhamed Ba (Sénégal) pour Ainsi va la vie, Van Olsen Dombo (Congo Brazzaville) pour Le Poids du ciel sur la tête, Besma Eleuchi pour Le Chemin vers l'homme penché à la fenêtre, Sandra Elong (Cameroun) pour Candeur carabinée, Djevens Fransaint (Haïti) pour Le Bal de l'incontinence, Mireille Gandebagni (Bénin) pour La Traversée, Kokouvi Dzifa Galley (Togo) pour Hangbé, Naïza Fadianie Sant-Germain (Haïti) pour Le Purgatoire, Jean-Paul Tooh Tooh (Bénin) pour Palabres urbaines, Jérôme Tossavi (Bénin) pour Le Chant de la petite horloge, Pingdwinde-Paul Zoungrana (Burkina Faso) pour Frères de sang,.

### Édition 2021
Parmi les 12 nommés pour le prix RFI Théâtre 2021, le lauréat est Jean D'Amérique (Haïti) pour Opéra poussière face à Michel Bapo Bassingue (Burkina Faso) pour Midi, Jocelyn Danga (Congo) pour Un oiseau l’aube, Fatou Diop (Sénégal) pour Amala, Michael Disanka (Congo) pour Diptyque 13, Basma El Euchi (Tunisie) pour Quelque part dans le temps,  Djevens Fransaint (Haïti) pour Aucun rempart contre les ténèbres,Mireille Gandebagni (Bénin) pour Les Silencieuses, Salimata Togora (Mali) pour Sandra, Jean Paul Tooh Tooh (Bénin - Côte d’Ivoire) pour Sur les océans, Pelphide Topko (Bénin) pour Les arrière-petits-fils du singe, Jerôme Tossavi (Bénin) pour Roxane.
Le jury est présidé par l'écrivaine sénégalaise Ken Bugul.

## Partenariats
La SACD, l’Institut français, l’Institut français du Sénégal à Saint Louis, les Francophonies - Des écritures à la scène, Théâtre Ouvert - Centre National des dramaturges contemporaines, le Centre Dramatique National de Normandie-Rouen, le Festival des Francophonies en Limousin, l’association Beaumarchais-SACD, le théâtre de l’Aquarium.